# Solenopotes capillatus
Solenopotes capillatus, deutsch auch als „Kleine blaue Rinderlaus“ oder „Borstige Rinderlaus“ bezeichnet, ist eine Art der Tierläuse, die bei Rindern auf der Haut parasitiert. Sie sitzt bevorzugt in Gruppen am Kopf des Wirts. Sie ist die kleinste, aber auch seltenste Lausart bei Rindern.
Solenopotes capillatus ist eine bläulich aussehende, kleine Laus von 1,2 bis 1,5 mm Länge und mit bloßem Auge leicht zu übersehen. Die Atemöffnungen am Abdomen ragen seitlich hervor.
Die Weibchen legen ein bis zwei Eier („Nissen“) pro Tag und heften sie an ein Haar. Nach 10 Tagen erfolgt der Schlupf und nach drei Häutungen erreichen die Nymphen nach 11 Tagen das Erwachsenenstadium. Der gesamte Entwicklungszyklus nimmt etwa fünf Wochen ein.